# Iulia Olteanu
Iulia Olteanu (născută Negură, n. 26 ianuarie 1967, Piatra-Neamț, Neamț, România) este o fostă alergătoare română.

## Carieră
A fost multiplă campioană națională în probele de 5000 m, 10 000 m, semimaraton și cros. În 1990 și în 1991 a câștigat medalia de aur la Campionatele Mondiale de Alergare pe Șosea. De două ori, în 1993 și în 1994, a obținut aurul la Campionatele Mondiale de Semimaraton cu echipa României la care se adaugă și medalia de argint din 1994 la individual. De două ori a câștigat medalia de aur la universiadă la 10 000 m.
În 1996 Iulia Olteanu a participat la Jocurile Olimpice de la Atlanta unde a ocupat locul 8 la 10 000 m. În același an a ajuns pe primul loc la Campionatul European de Cros. Dar ulterior a fost descalificată și a fost suspendată 2 ani pentru dopaj.
Apoi a câștigat medalia de argint la Campionatul European de Cros din 1999 și medalia de bronz la Campionatul Mondial de Cros din 2001 cu echipa României. La Maratonul de la Viena din 2002 s-a clasat pe locul 6.
Iulia Olteanu este căsătorită cu fostul fotbalist Giani Olteanu. După retragerea sa, ea a devenit antrenor.
Maestră a Sportului (1986) și Maestră Emerită a Sportului. În 2004 ea a primit Ordinul Meritul Sportiv clasa a III-a.

## Realizări
| An   | Competiție                               | Locație                       | Loc | Eveniment                  | Note     |
| ---- | ---------------------------------------- | ----------------------------- | --- | -------------------------- | -------- |
| 1987 | Campionatul Mondial de Cros              | Varșovia, Polonia             | 50  | individual                 | 17:56    |
| 1987 | Campionatul Mondial de Cros              | Varșovia, Polonia             | 4   | echipe                     | 17:56    |
| 1990 | Campionatul Mondial de Cros              | Aix-les-Bains, Franța         | 12  | individual                 | 19:51    |
| 1990 | Campionatul Mondial de Cros              | Aix-les-Bains, Franța         | 4   | echipe                     | 19:51    |
| 1990 | Campionatul Mondial de Alergare pe Șosea | Dublin, Irlanda               | 1   | 15 km                      | 50:12    |
| 1991 | Campionatul Mondial de Cros              | Anvers, Belgia                | 39  | individual                 | 21:33    |
| 1991 | Campionatul Mondial de Cros              | Anvers, Belgia                | 7   | echipe                     | 21:33    |
| 1991 | Campionatul Mondial                      | Tokio, Japonia                | 17  | 10 000 m                   | 32:53,57 |
| 1991 | Campionatul Mondial de Alergare pe Șosea | Nieuwegein, Țările de Jos     | 1   | 15 km                      | 48:42    |
| 1991 | Campionatul Mondial de Alergare pe Șosea | Nieuwegein, Țările de Jos     | 2   | echipe                     | 48:42    |
| 1992 | Campionatul Mondial de Cros              | Boston, Statele Unite         | 19  | individual                 | 21:54    |
| 1992 | Campionatul Mondial de Cros              | Boston, Statele Unite         | 6   | echipe                     | 21:54    |
| 1992 | Campionatul Mondial de Ekiden            | Funchal, Portugalia           | 4   | ekiden                     | 2:25:26  |
| 1992 | Campionatul Mondial de Semimaraton       | South Shields, Marea Britanie | 10  | individual                 | 1:10:59  |
| 1992 | Campionatul Mondial de Semimaraton       | South Shields, Marea Britanie | 3   | echipe                     | 1:10:59  |
| 1993 | Campionatul Mondial de Cros              | Amorebieta-Etxano, Spania     | 9   | individual                 | 20:20    |
| 1993 | Campionatul Mondial de Cros              | Amorebieta-Etxano, Spania     | 9   | echipe                     | 20:20    |
| 1993 | Universiada                              | Buffalo, Statele Unite        | 1   | 10 000 m                   | 32:22,09 |
| 1993 | Campionatul Mondial                      | Stuttgart, Germania           | 16  | 10 000 m                   | 32:40,61 |
| 1993 | Campionatul Mondial de Semimaraton       | Bruxelles, Belgia             | 7   | individual                 | 1:11:22  |
| 1993 | Campionatul Mondial de Semimaraton       | Bruxelles, Belgia             | 1   | echipe                     | 1:11:22  |
| 1994 | Campionatul Mondial de Cros              | Budapesta, Ungaria            | 29  | individual                 | 21:34    |
| 1994 | Campionatul Mondial de Cros              | Budapesta, Ungaria            | 11  | echipe                     | 21:34    |
| 1994 | Campionatul Mondial de Ekiden            | Litochoro, Grecia             | 3   | ekiden                     | 2:19:18  |
| 1994 | Campionatul European                     | Helsinki, Finlanda            | 13  | 10 000 m                   | 32:29,07 |
| 1994 | Campionatul Mondial de Semimaraton       | Oslo, Norvegia                | 2   | individual                 | 1:09:15  |
| 1994 | Campionatul Mondial de Semimaraton       | Oslo, Norvegia                | 1   | echipe                     | 1:09:15  |
| 1995 | Campionatul Mondial de Cros              | Durham, Marea Britanie        | 29  | individual                 | 21:25    |
| 1995 | Campionatul Mondial de Cros              | Durham, Marea Britanie        | 3   | echipe                     | 21:25    |
| 1995 | Universiada                              | Fukuoka, Japonia              | 1   | 10 000 m                   | 32:28,25 |
| 1995 | Campionatul Mondial de Semimaraton       | Belfort, Franța               | –   | semimaraton                | NT       |
| 1995 | Campionatul European de Cros             | Alnwick, Marea Britanie       | 11  | individual                 | 14:24    |
| 1995 | Campionatul European de Cros             | Alnwick, Marea Britanie       | 2   | echipe                     | 14:24    |
| 1996 | Campionatul Mondial de Cros              | Stellenbosch, Africa de Sud   | 12  | individual                 | 20:55    |
| 1996 | Campionatul Mondial de Cros              | Stellenbosch, Africa de Sud   | 3   | echipe                     | 20:55    |
| 1996 | Campionatul Mondial de Ekiden            | Copenhaga, Danemarca          | 2   | ekiden                     | 2:18:41  |
| 1996 | Jocurile Olimpice                        | Atlanta, Statele Unite        | 8   | 10 000 m                   | 31:26,46 |
| 1996 | Campionatul European de Cros             | Charleroi, Belgia             | –   | 4,6 km                     | DS       |
| 1999 | Campionatul Mondial de Semimaraton       | Palermo, Italia               | –   | semimaraton                | NT       |
| 1999 | Campionatul European de Cros             | Velenje, Slovenia             | 12  | individual                 | 19:23    |
| 1999 | Campionatul European de Cros             | Velenje, Slovenia             | 2   | echipe                     | 19:23    |
| 2000 | Campionatul Mondial de Cros              | Vilamoura, Portugalia         | 21  | distanță scurtă individual | 13:32    |
| 2000 | Campionatul Mondial de Cros              | Vilamoura, Portugalia         | 6   | echipe                     | 13:32    |
| 2000 | Campionatul Mondial de Cros              | Vilamoura, Portugalia         | 46  | distanță lungă individual  | 28:04    |
| 2000 | Campionatul Mondial de Cros              | Vilamoura, Portugalia         | 11  | echipe                     | 28:04    |
| 2001 | Campionatul Mondial de Cros              | Ostende, Belgia               | 15  | distanță scurtă individual | 15:32    |
| 2001 | Campionatul Mondial de Cros              | Ostende, Belgia               | 3   | echipe                     | 15:32    |
| 2001 | Campionatul Mondial de Semimaraton       | Bristol, Marea Britanie       | 22  | semimaraton                | 1:11:28  |
| 2002 | Maratonul de la Viena                    | Viena, Austria                | 6   | maraton                    | 2:40:14  |
| 2002 | Maratonul de la Istanbul                 | Istanbul, Turcia              | 8   | maraton                    | 2:54:35  |
| 2003 | Campionatul Mondial de Semimaraton       | Vilamoura, Portugalia         | –   | semimaraton                | NT       |

## Recorduri personale
| Probă       | Performanță | Dată               | Locație              |
| ----------- | ----------- | ------------------ | -------------------- |
| 3000 m      | 8:57,30     | 17 iulie 1991      | Roma                 |
| 5000 m      | 15:06,73    | 19 iunie 1999      | Paris                |
| 10 000 m    | 31:00,25    | 15 iunie 1996      | La Celle-Saint-Cloud |
| 10 km       | 33:24       | 13 iulie 2003      | Londra               |
| Semimaraton | 1:09:15     | 24 septembrie 1994 | Oslo                 |
| Maraton     | 2:40:14     | 26 mai 2002        | Viena                |